# RTL Télé Lëtzebuerg
RTL Télé Lëtzebuerg — телеканал Люксембурга. Входит в состав RTL Group. До 2001 года имел название "RTL Hei Elei".

## История

Логотип использовался с 1998 по 2009 год

Небольшой телевизионный рынок в Люксембурге привел к созданию уникальной системы в Европе: Люксембург был единственной страной в мире, где телевизионные станции работали как в форматах PAL, так и SECAM. Первоначально оба канала несли один и тот же сигнал, телеграфный. Позже сигналы были разделены на две независимые станции RTL-TVI (PAL, system G, на канале 27, буква "i" означает independent), ориентированные на франкоязычную часть Бельгии, и RTL Télévision (SECAM, system L, на канале 21), ориентированные на Францию Обе станции первоначально продолжали вести большую часть тех же программ, что и иностранные сериалы и фильмы, но выпускали новости и игровые шоу для своей целевой аудитории.
Поскольку в середине 1980-х годов ограничения на работу коммерческих телевизионных станций в Европе были ослаблены, RTL-TVI полностью переехала в Брюссель, в то время как популярность RTL Télévision несколько снизилась из-за успеха M6. RTL Télévision была переименована в RTL9, и хотя ее первоначальная наземная частота в Люксембурге сохранилась, теперь она в основном является кабельной станцией для Франции.
В 1984 году немецкий язык RTL Plus (ныне RTL Television) был добавлен на канале E7 (PAL-B).
Все эти станции несли программу на люксембургском языке под названием Hei Elei, Kuck Elei. Главная цель состояла в том , чтобы показать, что эти станции были по существу вещателями из Люксембурга и не стремились быть коммерческими станциями в Бельгии, Франции и Германии. Когда станции были лицензированы в своих предполагаемых регионах вещания, эта программа была прекращена.
Сегодня RTL Télé Lëtzebuerg проводит развлекательные программы, журналы и новости в Люксембурге. Вне часов вещания транслируется прямая камера из радиостудии вместе с текстовыми новостями и дорожными камерами. Программы RTL Shop на французском, а иногда и на немецком языке транслируются по несколько часов в день, в основном утром.
В течение нескольких лет единственным конкурентом станции было Tango TV, управляемое Tele2 с 2002 по 2007 год. Его основными конкурентами в 2012 году являются Eldo TV и Den Oppener Kanal (.dok). Все остальные телеканалы Люксембурга транслируются только на местном уровне (Nordliicht TV на севере или Uelzecht Kanal на юге страны). RTL также имеет второй канал, RTL Zwee, с главным образом повторами и спортивными программами в прямом эфире.